# Березинский, Лев Самойлович
Лев Самойлович Березинский (1902—1943) — советский военачальник, начальник штабов армий, оборонявших Ленинград, генерал-майор.

## Биография
Родился в еврейской семье ремесленника. Окончил 4-х классную школу. В Красной армии с 1918, участник Гражданской войны, был рядовым и младшим командиром. В 1925 окончил пехотное училище, командовал стрелковыми подразделениями, полком, дивизией, был начальником штаба 10-го стрелкового корпуса. В 1938 году окончил Военную академию Генерального штаба. Участник Зимней войны. 
С сентября 1941 года был начальником штаба 42-й, 52-й и 54-й армий. 
Умер в военном санатории «Архангельское» от ран, полученных на фронте. Урна с прахом в закрытом колумбарии Донского кладбища.

### Звания
- рядовой (1918);
- комбриг (31 декабря 1939);
- генерал-майор (5 июня 1940).

### Награды
- Орден Ленина;
- два ордена Красного Знамени;
- Орден Красной Звезды;
- Юбилейная медаль: «ХХ лет РККА».